# Dynasty Warriors 5
Dynasty Warriors 5 (真・三國無双4,, Shin Sangoku Musō 4) é um jogo eletrônico de hack and slash que se passa na China antiga e a quinta versão da série Dynasty Warriors, desenvolvida pela Omega Force e publicada pela Koei. O jogo foi lançado em 2005 para Playstation 2, Xbox, Xbox 360 e PC. E é baseada no Romance dos Três Reinos por Luo Guanzhong.

## Jogabilidade
A jogabilidade de Dynasty Warriors 5 é baseada nas versões anteriores. É um jogo de hack and slash, beat 'em up e ação em 3D.
O jogo apresenta múltiplos modos. O Modo Musou apresenta um número de etapas de batalha cronologicamente consecutivas que giram em volta de um personagem escolhido, aumentado com animação e narração de histórias exprimida pelo personagem que fornece o contexto de batalhas e ações. O Modo Free permite que um jogador jogue níveis padrões e aqueles que foram concluídos no Modo Musou um após outro. Tanto o Modo Musou como o Modo Free permitem que joguem de forma cooperativa entre dois jogadores. O Modo Desafio (Challenge) introduz um número de etapas especializadas com desafios específicos, inclusive provas de tempo. A característica de Campo permite que o jogador inspecione itens destrancados, guarda-costas, e oficiais. A característica da Enciclopédia dá uma descrição de cada oficial em "Dynasty Warriors 5", inclusive cada personagem não jogável. As opções apresentam histórias e vídeos e oferecem jogabilidades e opções de apresentação ao jogador.
A característica forte vinda de Dynasty Warriors 4 também está presente em Dynasty Warriors 5. Esse aspecto de jogabilidade introduz bases ao campo de batalha. Bases aliadas podem precisar de proteção, enquanto destruir bases inimigas adquiri-se bônus para ataque, defesa ou musou e item de de restaurar a vida. Bases neutras também podem ser capturadas como pontos de estratégia.

## Personagens
Este jogo inclui os mesmos personagens de Dynasty Warriors 4 e mais seis personagens novos, mostrando ser o jogo com maior escala de personagens de toda a série.
Novos personagens:
- Guan Ping
- Xing Cai
- Cao Pi
- Pang De
- Ling Tong
- Zuo Ci

## Expansões

### Dynasty Warriors 5: Xtreme Legends
Dynasty Warriors 5: Xtreme Legends (真・三國無双4 猛将伝,, Shin Sangoku Musō 4 Moushouden) é uma expansão menor de Dynasty Warriors 5. Este jogo foi lançado no dia 16 de novembro de 2005 e só está disponível no console Playstation 2.
Dynasty Warriors 5: Xtreme Legends não permite que o jogador jogue o modo Musou ou Free se o jogador não possui a versão normal de Dynasty Warriors 5. Novos modos de jogos estão incluídos como o Challenge Mode, Xtreme Mode e Legendary Mode.
Xtreme Mode é paralelo ao Shura Mode em Dynasty Warriors 5 Special, no qual o objetivo do jogo é para que o personagem controlado sobreviva o máximo possível enquanto coleta ouro deixado pelo inimigo e recuperar saúde e aumentar status temporariamente.
No modo Destiny, o jogador é primeiro permitido a customizar o personagem. Depois de criar um personagem personalizado, o jogador será chamado para se unir ao reino Wei, Wu ou Shu. Enquanto nesse modo você estará jogando com um personagem de poucos ataques (começando apenas com 2 hits fundamentais) e será "protegido" por um oficial perto escolhido. O oficial curará o personagem continuamente quando ferido em batalha, contanto que seu personagem esteja por perto dele. Uma característica exclusiva do modo Destiny é que de vez em quando dão ao jogador a opção para trair uma força, estabelecendo um ardil para o outro. Por exemplo, um jogador recebe uma carta de Cao Cao, o Imperador de Wei, no qual ele pede o jogador desertar da Monarquia Wu à Monarquia Wei. Se o jogador diferir a oferta de trocar lados o seu comandante pode aproximá-los nas esperanças de criar um ardil para destruir a força oposta. Se o jogador decidir aceitar a opção do seu comandante eles lutarão por outro lado temporariamente. Quando o tempo é certo  o seu comandante original fará que eles movam o comandante oposto a uma posição de jogo que provocará o seu ardil e as unidades de apoio atacarão de tocaia ao comandante oposto para apoiar o abandono do jogador.

### Dynasty Warriors 5 Special
Dynasty Warriors 5 Special (真・三國無双 4 Special,, Shin Sangoku Musō 4 Special) é outra expansão para o jogo. Este jogo foi lançado 22 de junho de 2006 no Japão, Taiwan e mais tarde na Coreia do Sul.
Esta versão do jogo é uma combinação do jogo original e algumas e algumas características de Xtreme Legends, incluindo modo Legend e modo Xtreme. Ela não inclui o modo Edit ou Destiny, mas inclui os novos items de Xtreme Legends. Inclui suporte para gamepad, permitindo ao jogador usar controles ao estilo do Playstation 2 ou Xbox 360 compatíveis com Windows XP.
A versão para Windows XP também melhorou características gráficas, como sombras de tempo real.
Requerimentos Oficias de Shin Sangoku Musou Special para Windows XP
- Processador: Pentium 4 1.6GHz ou acima (2.6GHz recomendado)
- Sistema Operacional: Windows XP ou mais antigo
- Memória (RAM): 256 MB ou acima (512 MB ou mais recomendado)
- 4 GB de espaço livre no Hard Disk
- DVD-ROM/R/RW Drive
- Placa de vídeo: 64 MB de memória ou mais (128 MB+ é recomendado)

### Dynasty Warriors 5: Empires
Dynasty Warriors 5: Empires (真・三國無双4,, Shin Sangoku Musō 4 Empires) é a segunda expansão de Dynasty Warriors Empires pela Omega Force da Koei. Dynasty Warriors 5: Empires foi lançado em 28 de março de 2006 para ambos consoles PS2 e Xbox 360.
Este jogo é focado sob jogabilidade de estratégia. No modo Empire, que traz cinco novas estágios que não estão Dynasty Warriors 5, o jogador inicialmente ordena várias políticas dentro de um estado escolhido consultando-se com os oficiais do estado e delegando responsabilidades a outros. As táticas de batalha podem ser discutidas, uma característica de outros títulos no gênero de estratégia, como Romance of the Three Kingdoms.
Além do modo Empire, novos itens e armas foram introduzidos. Outra característica nova é a habilidade de poder dar ordens a grupos não jogáveis para atacar ou defender certas áreas no campo de batalha e escolher oficiais específicos para cumprir essas tarefas. O limite de tempo também pode ser alterado de acordo com a sua necessidade, ataques especiais também podem ser usados para mudar o destino da batalha.
Além da trilha sonora original de Dynasty Warriors 5, esta expansão inclui trilha sonora dos títulos antigos como, incluindo Dynasty Warriors 2, Dynasty Warriors 3 e Dynasty Warriors 4.
A expansão Dynasty Warriors Empires é a única onde jogadores podem jogar com personagens NPCs.

## Estágios
Muitos dos estágios são recriações de batalhas presentes historicamente ou do Romance dos Três Reinos, enquanto criações originais têm se tornado mais comuns com os novos títulos. Aqui está uma lista de estágios de Dynasty Warriors 5 e Dynasty Warriors 5 Xtreme Legends.
- Batalha de Xi Liang (180 A.D.)
- Batalha da Província Ji (180)
- Batalha da Provvíncia Liang (181)
- Labuta por Nan Zhong (182)
- Labuta pelo Livro (183, Xtreme Legends)
- Batalha de Nan Zhong (183)
- Resgate na Vila Lou Sang (184, XL)
- Rebelião do Turbante Amarelo (184)
- Rebelião de Ou Xing (187, XL)
- A Rebelião dos Dez Eunucos (189, XL)
- Batalha do Portão Shi Sui (191)
- Batalha do Portão Hu Lao (191)
- Batalha Chang Shan (192)
- Batalha da Província Jing (192)
- Batalha da Província Yan (194, XL)
- Resgate Imperial (195, XL)
- A Duas Qiaos (196, XL)
- Batalha do Território Wu (197)
- Batalha do Castelo Wan (197)
- Batalha de Xia Pi (198)
- Batalha de Guan Du (200)
- A Fuga de Guan Yu (200)
- Maridos e Esposas (200, XL)
- As Provas de Sun Ce (200)
- Batalha de Xia Kou (208)
- Batalha de Chang Ban (208)
- Batalha de Chi Bi (208)
- Fuga de Chi Bi (208)
- Batalha do Portão Tong (211)
- Batalha do Castelo Ji (213, XL)
- Batalha de Cheng Du (214)
- Batalha do Portão Jia Meng (214, XL)
- Batalha de He Fei (215)
- A Invasão de Nan Zhong (215)
- Batalha do Portão Yang Ping (215, XL)
- Batalha de Ru Xu Kou (217, XL)
- Batalha de Han Xui (219, XL)
- Batalha do Monte Ding Jun (219)
- Batalha do Castelo Fan (219)
- Batalha do Castelo Mai (219, XL)
- Batalha de Yi Ling (222)
- Conquista de Nan Zhong (225)
- Batalha de Tian Shui (227)
- Batalha do Castelo Xin (227, XL)
- Batalha de Jie Ting (228)
- Batalha de Shi Ting (228, XL)
- Batalha de Chen Cang (229)
- Batalha do Monte Qi (231, XL)
- Batalha do Castelo He Fei (234)
- Batalha do Castelo Bai Di (234)
- Batalha das Planícies Wu Zhang (234)
- Batalha Final em Nan Zhong (235, XL)

## Carta de colecionador
A Koei publicou uma série de cartas de colecionador (「真・三國無双 4」トレーディングカードゲーム: Shin Sangoku Musou 4 Torēdingu Kādo Gēmu) baseado em Dynasty Warriors 5 foi lançado em 29 de julho de 2005. As cartas são ilustradas por Hiroyuki Suwahara. A Starter Box (Caixa de Iniciantes) com 53 cartas custando 1500 yen, enquanto o Booster Pack (Pacote Intensificador) com 10 cartas custam 280 yen.
A Starter Box disponível incluindo o grupo Wu, grupo Shu e grupo Wei.
Há no total 266 cartas no jogo, incluindo 36 comandantes, 160 generais, 35 estratégias, 15 armadilhas e 20 itens. Booster Pack inclui 10 cartas do grupo de 266.